# Granatnik RPG-18

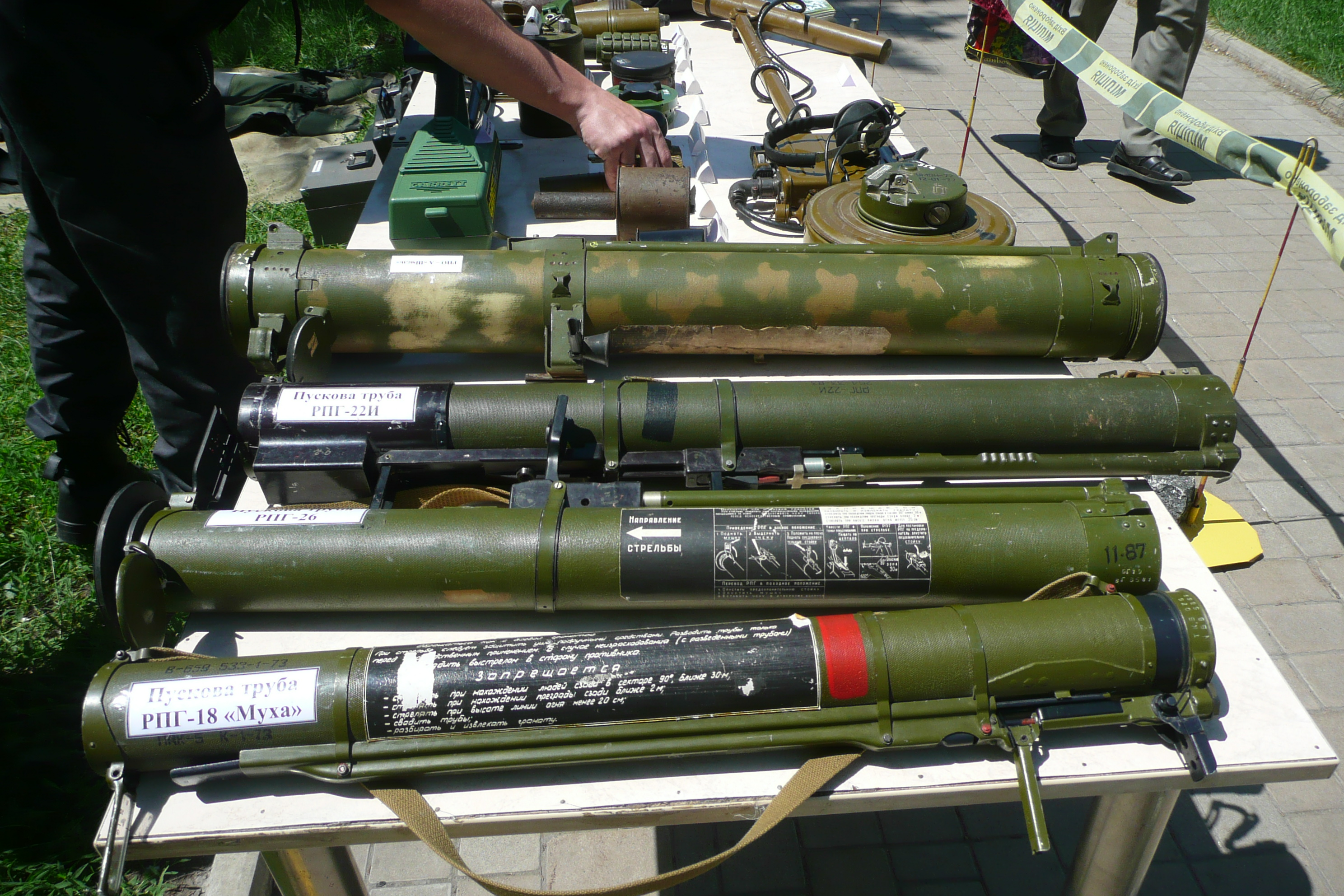
Różne granatniki radzieckiej produkcji; RPG-18 na pierwszym planie

RPG-18 (ros. РПГ-18) – radziecki ręczny granatnik przeciwpancerny opracowany na przełomie lat 60. i 70. XX wieku, wzorowany na amerykańskim granatniku M72 LAW. 
RPG-18 jest bronią jednorazowego użytku, składającą się z wyrzutni, fabrycznie umieszczonego tam pocisku i prostych przeziernikowych przyrządów celowniczych (nastawy: 50, 100, 150, 200 metrów). RPG-18 jest transportowany w stanie złożonym i przed wystrzałem broń musi być rozłożona poprzez wysunięcie lufy. Do dziś wyprodukowano około 1,5 miliona granatników, które były używane przez Armię Radziecką, Nationale Volksarmee (siły zbrojne NRD) i liczne formacje partyzanckie.
Następcą RPG-18 był granatnik RPG-22 konstrukcyjnie oparty na „osiemnastce” ale o większym kalibrze – 72,5 mm. Następcą „dwudziestki dwójki” był granatnik RPG-26 – zmodyfikowana wersja RPG-18. 